# Кампо-Боніто (Аризона)
Кампо-Боніто (англ. Campo Bonito) — переписна місцевість (CDP) в США, в окрузі Пінал штату Аризона. Населення — 83 особи (2020).

## Географія
Кампо-Боніто розташоване за координатами 32°33′46″ пн. ш. 110°41′54″ зх. д. / 32.56278° пн. ш. 110.69833° зх. д. (32.562885, -110.698430).  За даними Бюро перепису населення США в 2010 році переписна місцевість мала площу 10,40 км², уся площа — суходіл.

## Демографія
Згідно з переписом 2010 року, у переписній місцевості мешкали 74 особи в 37 домогосподарствах у складі 22 родин. Густота населення становила 7 осіб/км².  Було 48 помешкань (5/км²).
Расовий склад населення:
| - 90,5 % — білих - 5,4 % — осіб інших рас |

До двох чи більше рас належало 4,1 %. Частка іспаномовних становила 18,9 % від усіх жителів.
За віковим діапазоном населення розподілялося таким чином: 17,6 % — особи молодші 18 років, 66,2 % — особи у віці 18—64 років, 16,2 % — особи у віці 65 років та старші. Медіана віку мешканця становила 47,3 року. На 100 осіб жіночої статі у переписній місцевості припадало 111,4 чоловіків;  на 100 жінок у віці від 18 років та старших — 117,9 чоловіків також старших 18 років.
Цивільне працевлаштоване населення становило 18 осіб. Основні галузі зайнятості: науковці, спеціалісти, менеджери — 100,0 %.